# Toute la lumière que nous ne pouvons voir
Pour la série télévisée, voir Toute la lumière que nous ne pouvons voir (série télévisée).
Toute la lumière que nous ne pouvons voir (All the Light We Cannot See) est un roman historique de l'écrivain américain Anthony Doerr, publié en 2014. Il est traduit en français par Valérie Malfoy et publié par Albin Michel en 2015. 
Il raconte les histoires de deux enfants, une Française et un Allemand, dont les récits vont se croiser à Saint-Malo pendant la Seconde Guerre mondiale. Best-seller aux États-Unis dès sa sortie, le roman a été finaliste du National Book Award. En 2015, il remporte le prix Pulitzer de la fiction et la Andrew Carnegie Medal for Excellence in Fiction (en).
Le titre fait référence à un passage du roman où le professeur français se demande « comment notre cerveau, qui passe l'éternité sans une étincelle de lumière, nous construit-il un monde si lumineux ? »

## Résumé
Paris, 1934. Marie-Laure Leblanc est devenue aveugle à six ans à la suite d'une cataracte. Son père, serrurier du Muséum national d'histoire naturelle, trouve d'ingénieux moyens de la rendre indépendante, notamment en construisant une maquette de leur quartier afin qu'elle s'y repère. Passionnée par les romans d'aventure, elle apprend à lire en braille et commence Vingt mille lieues sous les mers de Jules Verne. Un jour, alors qu'elle participait à une visite du musée, elle découvre la légende d'un diamant surnommé « Océan de Flammes » en raison de sa couleur bleue et de son centre rouge-feu.
Pendant ce temps, en Allemagne, le jeune Werner Pfennig, huit ans, découvre le fonctionnement d'une radio, trouvée derrière l'orphelinat de Zollverein, à Essen, dans lequel il vit. Werner la répare et avec sa petite sœur Jutta, ils passent leurs nuits à écouter le programme scientifique pour enfants d'un professeur français.
Lorsque les Allemands envahissent Paris en juin 1940, Marie et son père quittent la ville pour se réfugier chez son grand-oncle Étienne à Saint-Malo. Mais la guerre va les rattraper, et finir par les séparer. Alors, Étienne, avec sa phobie sociale, et Marie-Laure, avec son handicap, vont être embarqués dans la Résistance.
Werner poursuit son rêve de devenir ingénieur dans une école d'élite hitlérienne, mais rapidement, et malgré ses grandes compétences techniques, il est envoyé sur le front Est. Chargé de repérer les rebelles russes et ukrainiens diffusant des informations par la radio, il utilise ses compétences scientifiques et techniques pour trianguler leurs positions. En 1944, il est détaché en France avec son unité pour éliminer un résistant introuvable qui transmet depuis la Bretagne les positions allemandes aux Alliés.
Tous les deux finissent par se croiser dans les ruines de Saint-Malo, après le terrible bombardement allié qui a détruit 80 % de la ville.

## Accueil
Le roman a reçu un accueil critique très positif. The Guardian écrit que « Doerr a construit un édifice inhabituel, fait de fables et d'inventions prodigieuses issues des mondes mécanique, technique et naturel. Des escargots, des mollusques, des créatures du ciel et de la terre, des pierres précieuses et du charbon, ainsi que toutes les merveilles technologiques adoptées par les Nazis, sont ici transformées en sources d'émerveillement, comme l'intrication des ondes radio et les données qu'elles transmettent dans l'air. Elles offrent une façon originale d'associer la science à la bonté de la nature humaine. » Le critique regrette cependant le style de l'écrivain, « aigu, lyrique et implacable » avec des « phrases courtes et tranchantes, répercutant les parasites des ondes radio. » Dans The New York Times, un journaliste écrit à ce propos que « lorsqu'il s'en donne la peine, Doerr peut écrire merveilleusement bien, ligne après ligne. Exception faite des paragraphes sur von Rumpel, chacun d'entre eux symbolisant l'adjectif allemand verdorben : avarié, rance, dépravé. Admirez plutôt ceci : « il écoutait les notes et les silences qui les séparaient, et se retrouva soudain menant les chevaux à travers une forêt à l'aube, marchant péniblement dans la neige sur les pas de son grand-père, dont la scie enveloppait les larges épaules, ».
Au 26 décembre 2015, Toute la lumière que nous ne pouvons voir figure encore sur la New York Times Best Seller list, soit plus d'un an et demi après sa parution en mai 2014. Les ventes ont triplé après la défaite du roman au National Book Award, remporté par Fin de mission (en) de Phil Klay. Il finit deuxième des meilleurs romans de 2014 sur Amazon et parmi les dix meilleurs livres de l'année du New York Times, ainsi que sur plusieurs listes des meilleurs ouvrages publiées par des associations professionnelles ou des magazines,,,,. Le roman remporte finalement le prix Pulitzer de la fiction en avril puis la Andrew Carnegie Medal for Excellence in Fiction (en) en juin 2015.

## Distinctions

### Récompenses
- 2015 : prix Alex
- 2015 : prix Pulitzer de la fiction
- 2015 : Andrew Carnegie Medal for Excellence in Fiction (en)
- 2016 : prix Domitys 2016[17]

### Nominations
- 2014 : National Book Award : finaliste

## Adaptation
Une adaptation télévisée est diffusée sur Netflix en 2023.